# Julia Dean

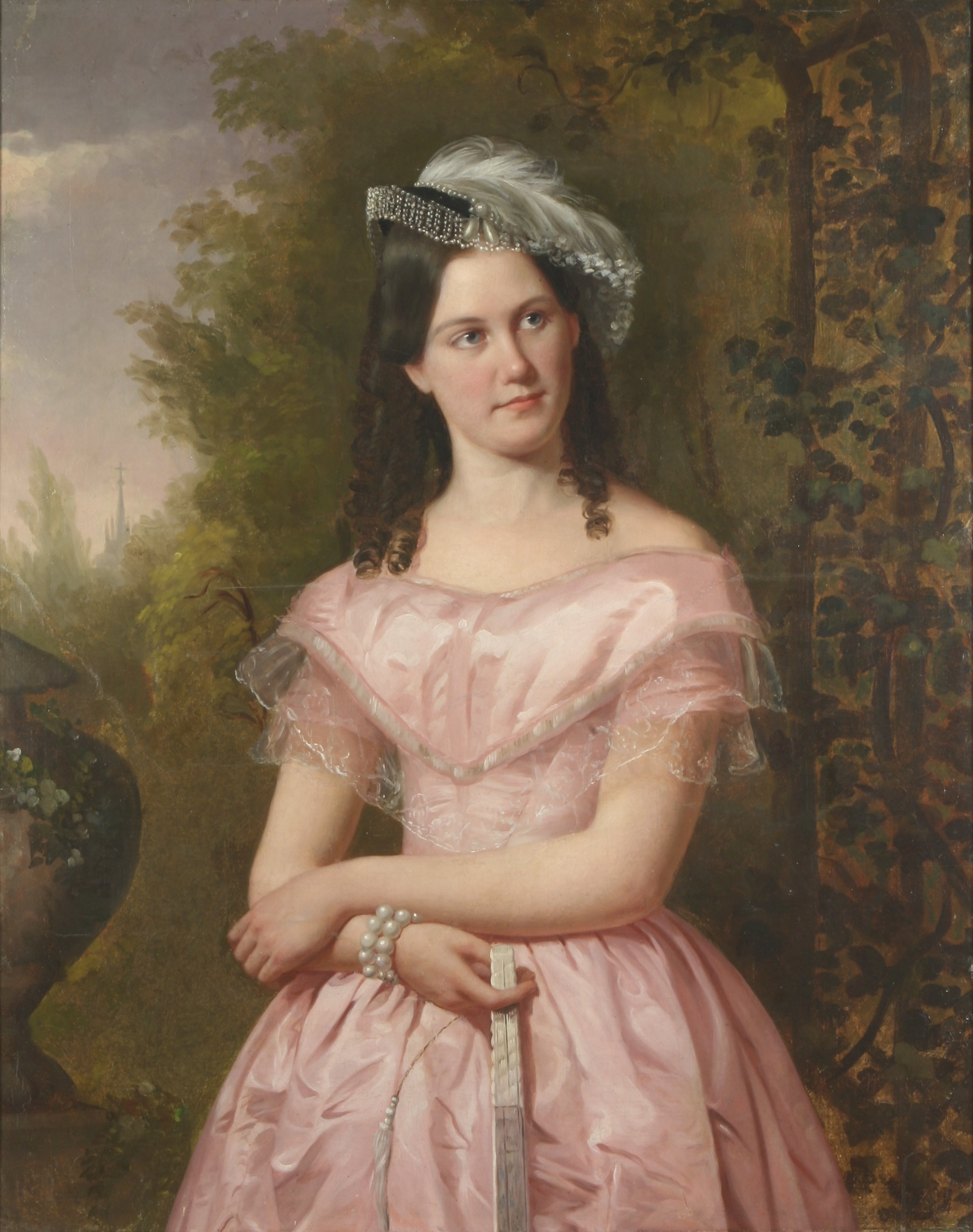
Julia Dean. Målning av Joseph Oriel Eaton.

Julia Dean, född 22 juli 1830 i Pleasant Valley, New York, död 6 mars 1868 i New York, var en amerikansk skådespelare. Hon hade en framgångsrik karriär i USA från 1844 till 1868, då hon turnerade över hela USA och uppnådde särskild berömmelse i Sydstaterna och Västern.  
Julia Dean var dotter till skådespelarna Edwin Dean (1804–1876) och Julia Drake Fosdick Dean (1800–1832). Hennes morföräldrar Samuel och Alexina Drake hade med sitt teatersällskap introducerat teater i Kentucky och Tennessee 1815.